# كارلوس فيفيروس
كارلوس فيفيروس (بالإنجليزية: Carlos Viveros)‏ هو لاعب كرة قدم أمريكي في مركزي الهجوم والدفاع، ولد في 22 يناير 1993 في هيوستن في الولايات المتحدة. لعب مع Rio Grande Valley FC Toros ‏.